# Ljubov Dostojevskaja
Ljubov Fjodorovna Dostojevskaja (ryska: Любо́вь Фёдоровна Достое́вская), även känd utanför Ryssland som Aimée Dostojevskij, född 14 september 1869 i Dresden, död 10 november 1926 i Bozen i Italien, var en rysk författare. Hon var dotter till Fjodor Dostojevskij och Anna Dostojevskaja.
Hon utgav en novellsamling, två romaner och ett skådespel. År 1921 publicerade hon en bok om fadern som utkommit i ett antal utgåvor.